# Ben Westbeech
Ben Westbeech (ur. 1980 w Bristolu) – brytyjski DJ, piosenkarz i producent muzyczny. Obecnie mieszka i pracuje w Londynie. Ma wykształcenie muzyczne w klasie skrzypiec i śpiewu.

## Dyskografia

### Albumy
- 2011: There's More to Life than This
- 2007: Welcome to the Best Years of Your Life

### Single
- „Get Closer” (12”)
- „So Good Today” (12”)
- „So Good Today” (Domu Remixes) (12”, Promo)
- „So Good Today” (Osunlade Remixes) (12”)
- „So Good Today"/"Beauty” (12”)
- „Dance With Me” (MJ Cole / Switch Remixes) (12”)
- „Hang Around” (Remixes) (12”)
- „Hang Around"/"Pusherman” (7”, W/Lbl)
- „Something For The Weekend"
- „Falling” (Strictly Rhythm)
- „The Book” (Promo)